# Венусберг (Рудные горы)
Венусберг (нем. Venusberg) — бывшая коммуна в немецкой федеральной земле Саксония. С 1 января 2010 года входит в состав общины Дребах. 
Подчиняется административному округу Хемниц. Входит в состав района Рудные Горы. Подчиняется управлению Грюнер Грунд.  Население составляет 1059 человек (на май 2011 года). Занимает площадь 11,30 км². Официальный код  —  14 1 81 370.